# Avenue Jules Buyssens
Pour les articles homonymes, voir Buysse.
L'avenue Jules Buyssens est une rue de la commune de Woluwe-Saint-Pierre qui parcourt le parc de Woluwe.
Sa longueur est d'environ 350 mètres.

## Historique et description
Cette voie est nommée d'après Jules Buyssens.

Jules Buyssens (1872-1958), est un architecte paysagiste belge, architecte en chef des parcs et jardins de la ville de Bruxelles entre les deux guerres, rénovateur de l'art des jardins en Belgique.

## Situation et accès
On y accède par le Parc de Woluwe.